# Доріан. Пакт із дияволом
«Доріан. Пакт із дияволом» (англ. Dorian у канадському прокаті — «англ. Pact with the Devil») — англо-канадський фантастичний трилер режисера Аллана Голдштайна 2004 року. Варіація на тему роману Оскара Уайльда «Портрет Доріана Грея».
Варіанти назви — «Доріан Грей. Диявольський портрет», «Портрет Доріана Грея». Слоган фільму: «Краса не глибше шкіри».

## Сюжет
В мангеттенській квартирі відомої фотомоделі Доріана йде поліцейське розслідування. В будинку два трупи. Поліцейський розпитує про обставини Генрі Вутена, людину, яка добре знала і Доріана (він був її продюсером) і Бей (фотографа).
Червень 1980 року. На зйомках фотографа Бей помічником працює хлопець по імені Луї. Генрі, його менеджер, на знімальному майданчику робить ряд фотографій Луї і переконує Бей спробувати його в якості моделі. Результат — Луї — офіційна особа «Саваж».
Напередодні підписання свого першого контракту, Генрі розповідає Луї про мінливімть віку, згадує про роман Оскара Уайльда. Луї повторює побажання Доріана, ставить свій підпис кров'ю на дзеркалі з його відображенням.
Луї стає багатим і знаменитим. Його псевдонім — Доріан. Генрі дарує йому ключі від нової квартири на Мангеттені, куди не хоче переїжджати подружка Доріана Сібіл. Генрі вирішує цю проблему — в момент їх сварки підсовує їй смертельну дозу наркотиків. Сібіл мертва, а на фотографії Доріана з'являються перші зміни.
У Доріана кожної ночі вечірки, а вранці він працює в фотостудіях. Виглядає він бездоганно. Генрі продюсує книгу про Доріана, фотографом якої виступає Бей. Відразу ж після презентації нової книги Доріан кидає все і разом з Маріеллою і її чоловіком-мільйонером їде до Німеччини, де стають коханцями. Ревнивого чоловіка, який спробував виправити ситуацію, Доріан вбиває. На фотографії з'являється перша кров. Маріелла, дізнавшись таємницю Доріана так само стає мертвой — падає зі сходів. Доріан зникає з Європи і веде розпусний спосіб життя в Таїланді.
Доріан повертається в Нью-Йорк. Він просить свої фотографії у Бей і в своїй квартирі всі їх спалює. Прийшовшу Бей звинувачує в тому, що саме вона зробила ту фатальну фотографію. А вона в свою чергу зізнається, що це робота Генрі, Доріан далеко не перший в його мережах. Бей мертва, Доріан встромляє ніж в свою фотографію і вмирає. Знімок повертає своє первісне зображення, а Доріан перетворюється в монстра.
Допит слідчого завершено, Генрі з фотографією Доріана виходить з будинку і помічає свою нову потенційну жертву. Фотографію він доручає відвезти таксисту, а сам спрямовується за новим хлопцем.

## У ролях
- Малкольм Макдавелл — Генрі Вутен
- Рон Ліа — детектив Джиатті
- Дженніфер Ніч — Бей Кенек
- Карен Кліш — Христина
- Ітан Еріксон — Луї / Доріан
- Емі Слоан — Сібіл
- Карл Алаккі — Джеймс
- Бронуен Бут — Тріна
- Генрі Пардо — поліцейський
- Вікторія Санчес — Маріелла Штайнер
- Крістоф Вальц — Рольф Штайнер
- Джейн Маклейн — жінка

## Знімальна група
- Автори сценарію:
  - Рон Рейлі
  - Пітер Джобін
- Режисер: Аллан А. Голдштайн
- Оператор: Ерік Моінер
- Монтаж: Бенжамін Даффілд
- Композитор: Ларрі Коен
- Продюсери:
  - Гаррі Алан Тауерс
  - Марія Ром
  - Лучано Лізі
  - Крістін Каван